# Zörbig
Zörbig es una ciudad situada en el distrito de Anhalt-Bitterfeld, en el estado federado de Sajonia-Anhalt (Alemania), a una altitud de 90 metros. Su población a finales de 2015 era de unos 9500 habitantes y su densidad poblacional, 83 hab/km².
La localidad es de origen sorbio y se menciona por primera vez con el topónimo Zurbici en un documento de 961 de Otón el Grande. Se desarrolló a lo largo de la Edad Media como una fortificación. El castillo fue reformado en el siglo XVII como un palacio residencial para el duque Augusto de Sajonia-Merseburgo-Zörbig.
Se ubica sobre la carretera 183, a medio camino entre Köthen y Bitterfeld-Wolfen.
El compositor Thomas Selle (1599-1663) nació en esta localidad.